# Michael Joseph Savage
Michael Joseph Savage PC (23 de março de 1872 - 27 de março de 1940)  foi um político da Nova Zelândia que serviu como o 23º primeiro-ministro da Nova Zelândia, chefiando o Primeiro Governo Trabalhista de 1935 até sua morte em 1940.
Savage nasceu na colônia de Victoria (atual Austrália) e emigrou para a Nova Zelândia em 1907. Trabalhador, tornou-se sindicalista e, em 1910, foi eleito presidente do Auckland Trades and Labor Council. Savage apoiou a formação do Partido Trabalhista da Nova Zelândia em julho de 1916. Ele era ativo na política local antes de sua eleição para a Câmara dos Representantes em 1919, como um dos oito membros trabalhistas que retornaram naquela eleição. Savage foi eleito sem oposição como líder do Partido Trabalhista em 1933.
Seu governo juntou-se à Grã-Bretanha na declaração de guerra contra a Alemanha em 1939. A saúde de Savage piorou rapidamente após a segunda vitória eleitoral do Trabalhismo e ele morreu no cargo. Ele foi sucedido como chefe de governo por seu vice, Peter Fraser.
Comumente conhecido como o arquiteto do estado de bem-estar da Nova Zelândia, Savage é geralmente considerado pelos acadêmicos e pelo público em geral como um dos maiores e mais reverenciados primeiros-ministros da Nova Zelândia. Até o momento, ele é o único primeiro-ministro ou primeiro-ministro da Nova Zelândia a servir sob três monarcas (George V, Eduardo VIII e Jorge VI).

## Biografia
Nascido como Michael Savage em Tatong, Victoria, Austrália, ele era o caçula de oito filhos de pais imigrantes irlandeses. Seu pai, Richard Savage, era natural de Dundrum, County Down e sua mãe Johanna Savage (nascida Hayes) era de Limerick. Ambos migraram para a Austrália na década de 1850 para escapar da fome irlandesa. Ele recebeu uma educação católica romana de sua irmã Rose, depois que sua mãe morreu quando ele tinha cinco anos. Ele passou cinco anos frequentando uma escola estadual em Rothesay, a mesma cidade da fazenda de seu pai. De 1886, aos 14 anos, a 1893, Savage trabalhou em uma loja de vinhos e destilados em Benalla.  Savage também frequentava aulas noturnas no Benalla College nessa época. Embora de baixa estatura, Savage tinha uma enorme força física e fez nome como boxeador e levantador de peso, enquanto dançava e praticava muitos outros esportes.
Em 1891, Savage ficou arrasado com a morte de sua irmã Rose e de seu irmão mais próximo, Joe. Ele adotou o nome de Joe e ficou conhecido como Michael Joseph Savage a partir de então. Depois de perder o emprego em 1893, Savage mudou-se para Nova Gales Do Sul, encontrando trabalho como operário e escavador de valas de irrigação em Narrandera por sete anos. Enquanto estava lá, ele se juntou ao Sindicato Geral dos Trabalhadores e se familiarizou com as teorias políticas radicais dos americanos Henry George e Edward Bellamy, que influenciaram suas políticas políticas mais tarde na vida. 
Savage voltou para Victoria em 1900, trabalhando em vários empregos. Ele se tornou ativo no Conselho Político do Trabalho de Victoria e, em 1907, foi escolhido como candidato do PLC para concorrer ao eleitorado de Wangaratta. Savage teve que desistir depois que o partido não foi capaz de financiar seu depósito e custos de campanha, e John Thomas se candidatou.    Ele permaneceu um membro ativo do partido e tornou-se amigo próximo do membro do PLC Paddy Webb, com quem esteve intimamente ligado nos últimos anos. 

## Chegada na Nova Zelândia
Após uma função de despedida em Rutherglen, Savage emigrou para a Nova Zelândia em 1907.  Ele chegou a Wellington em 9 de outubro, que por acaso era o Dia do Trabalho. Lá ele trabalhou em vários empregos, como mineiro, cortador de linho e armazenista, antes de se envolver no movimento sindical. Apesar de inicialmente pretender se juntar a Webb na Costa Oeste, ele decidiu se mudar para o norte, chegando a Auckland em 1908.
Ele logo encontrou hospedagem lá com Alf e Elizabeth French e seus dois filhos. Alf havia chegado à Nova Zelândia em 1894 no navio Wairarapa, que naufragou na Ilha da Grande Barreira, e havia ajudado no resgate de uma menina. Savage, que nunca se casou, morou com a família francesa até 1939, quando se mudou para a casa Hill Haven, 64–66 Harbor View Road, Northland, Wellington, posteriormente utilizada por seu sucessor como primeiro-ministro, Peter Fraser, até 1949.  Depois de chegar a Auckland, ele encontrou emprego na Hancock and Co., uma cervejaria. A cervejaria pertencia a uma família judia que contratava independentemente da fé dos trabalhadores, ajudando Savage a superar os sentimentos católicos anti-irlandeses que prevaleciam em grande parte de Auckland na época.  Logo após começar a trabalhar, ele se juntou ao Auckland Brewers', Wine and Spirit Merchants' and Aerated Water Employees' Union e rapidamente se tornou presidente do sindicato de 154 membros. Ele foi o delegado do sindicato no Conselho Comercial de Auckland e em 1910 foi eleito presidente do conselho comercial. 

## Carreira Política

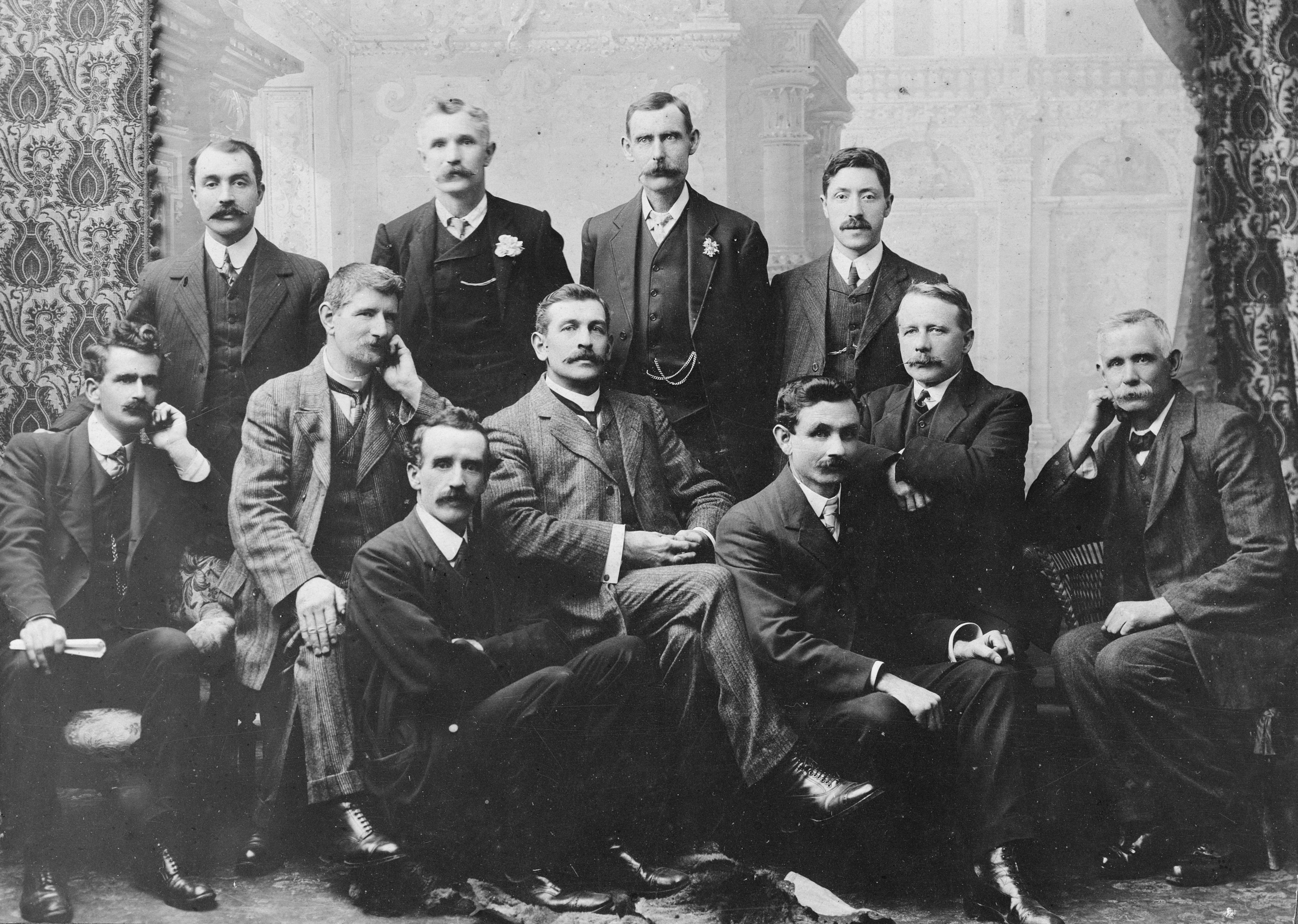
Savage (direita, primeira fila) na conferência do Partido Socialista de 1911

Savage a princípio se opôs à formação do Partido Trabalhista da Nova Zelândia original, pois considerava o grupo insuficientemente socialista. Em vez disso, ele se tornou o presidente da Federação do Trabalho da Nova Zelândia, conhecida como "Red Feds".  Lá, ele ajudou na organização de reuniões e sessões de grupo e ajudou a distribuir seu jornal socialista, o Maoriland Worker.

### Origens Socialistas
Nas campanhas para as eleições gerais de 1911 e 1914, Savage se candidatou sem sucesso como o candidato socialista do Auckland Central, ficando em segundo lugar todas as vezes atrás de Albert Glover do Partido Liberal.  Durante esse tempo, Savage também esteve envolvido em grupos sindicais locais, tornando-se presidente do Auckland Brewers', Wine and Spirit Merchants' and Aerated-water Employees' Union, presidente do Auckland Trades and Labor Council, do Auckland organizador do Partido Social Democrata e apoiou os mineiros em greve em Waihi.  Durante a Primeira Guerra Mundial, ele se opôs ao recrutamento, argumentando "que o recrutamento de riqueza deve preceder o recrutamento de homens".  A oposição de Savage ao recrutamento não era absoluta, mas baseada no equilíbrio. De fato, ele cumpriu uma ordem de recrutamento e entrou em um campo de treinamento em 1918, aos 46 anos 
Savage apoiou abertamente a formação de um Partido Trabalhista unificado da Nova Zelândia em julho de 1916 e tornou-se seu vice-presidente nacional em 1918 e, posteriormente, o primeiro secretário nacional permanente no ano seguinte. Em 1919, Savage foi eleito candidato trabalhista para o Conselho da Cidade de Auckland e para o Auckland Hospital and Charitable Aid Board nas eleições locais. Ele serviu no Charitable Aid Board até 1922 e como conselheiro até 1923, mas foi reeleito para o Charitable Aid Board em 1927, permanecendo no cargo até 1935. 

### Membro do Parlamento

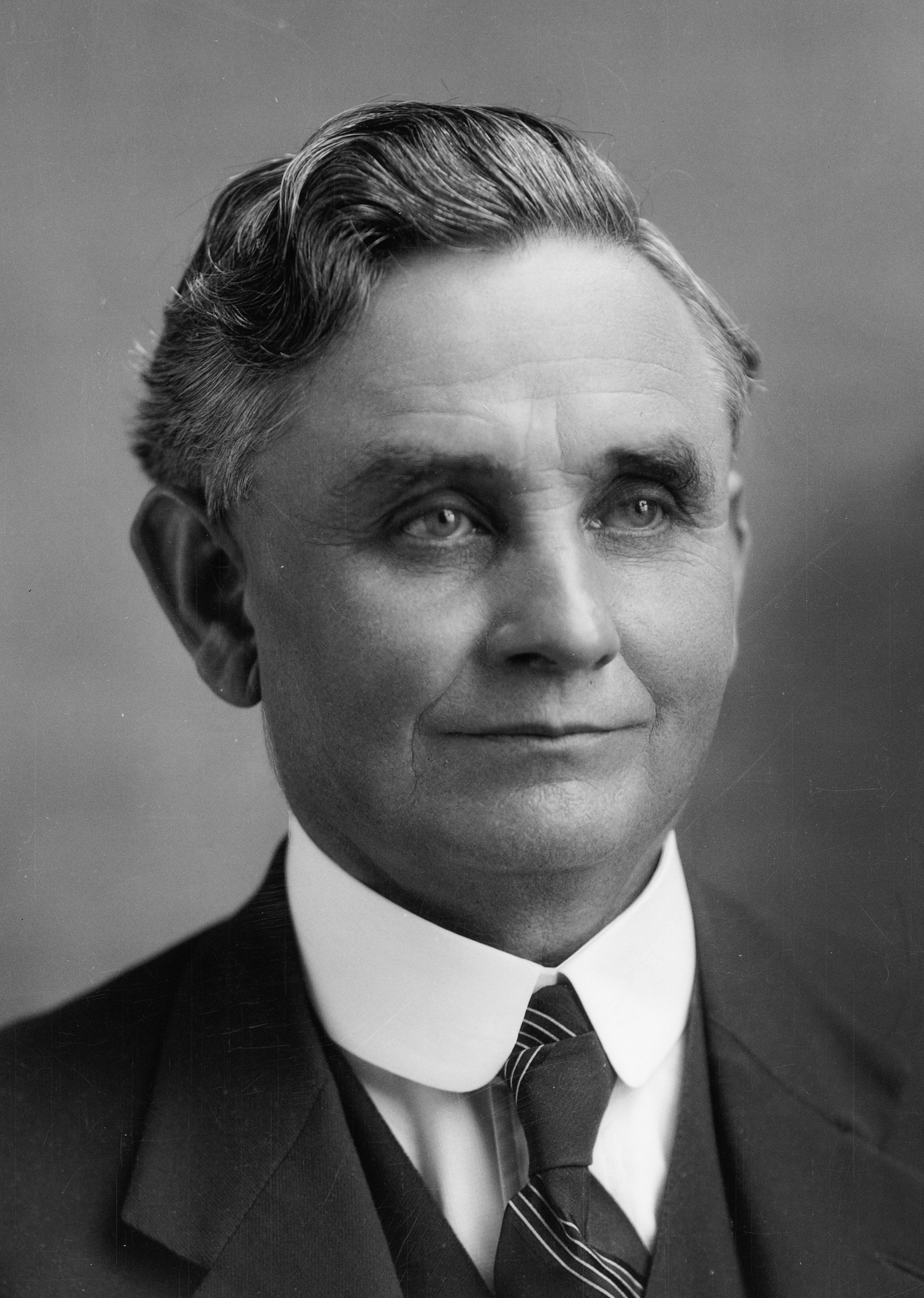
Savage na década de 1920

Quando a guerra chegou ao fim, os eleitores do eleitorado de Auckland West colocaram Savage no Parlamento como membro trabalhista nas eleições gerais de 1919, eleitorado que ocupou até sua morte.  Ele se tornou um dos oito membros trabalhistas do parlamento. Ele se tornou formalmente o vice-líder do partido após a eleição de 1922, derrotando Dan Sullivan por onze votos a seis.   Assumindo uma carga de trabalho cada vez maior, ele renunciou ao cargo de secretário nacional do Trabalho e secretário do Comitê de Representação Trabalhista de Auckland em julho de 1920.
Durante a maior parte da década de 1920, Savage procurou expandir o apoio do Trabalhismo além dos sindicalistas urbanos e viajou com frequência para as áreas rurais. Ele se tornou o principal defensor do aumento das pensões e da assistência médica universalmente gratuita.  Ele é creditado pela criação da Lei de Subsídios Familiares de 1926, que o Partido Reformista do governo comentou abertamente que havia modelado a legislação em três projetos de lei derrotados anteriores apresentados por Savage.  Em 1927, Savage e vários outros persuadiram o partido a alterar sua política de terras e reconhecer o direito de propriedade perfeita, que era essencial para obter apoio rural para o trabalho. Ao fazer isso, Savage promoveu a percepção de que ele era um político mais prático do que o então líder trabalhista Harry Holland.  Em outubro de 1933, Holland morreu repentinamente e Savage assumiu seu lugar, tornando-se o terceiro líder do Partido Trabalhista. 
Savage mais tarde ajudou a arquitetar uma aliança entre o Partido Trabalhista e a Igreja Rātana, que estava ganhando um grande número de seguidores Māori na década de 1930. Quando T. W. Rātana entrou na política, ele se aliou ao Partido Trabalhista, que havia consultado seus seguidores sobre a política Māori. O pacto foi formalizado em uma reunião de 1936 entre Rātana e Savage. 
Em 1935, Savage foi premiado com a Medalha do Jubileu de Prata Do Rei George V. 

### Primeiro-ministro

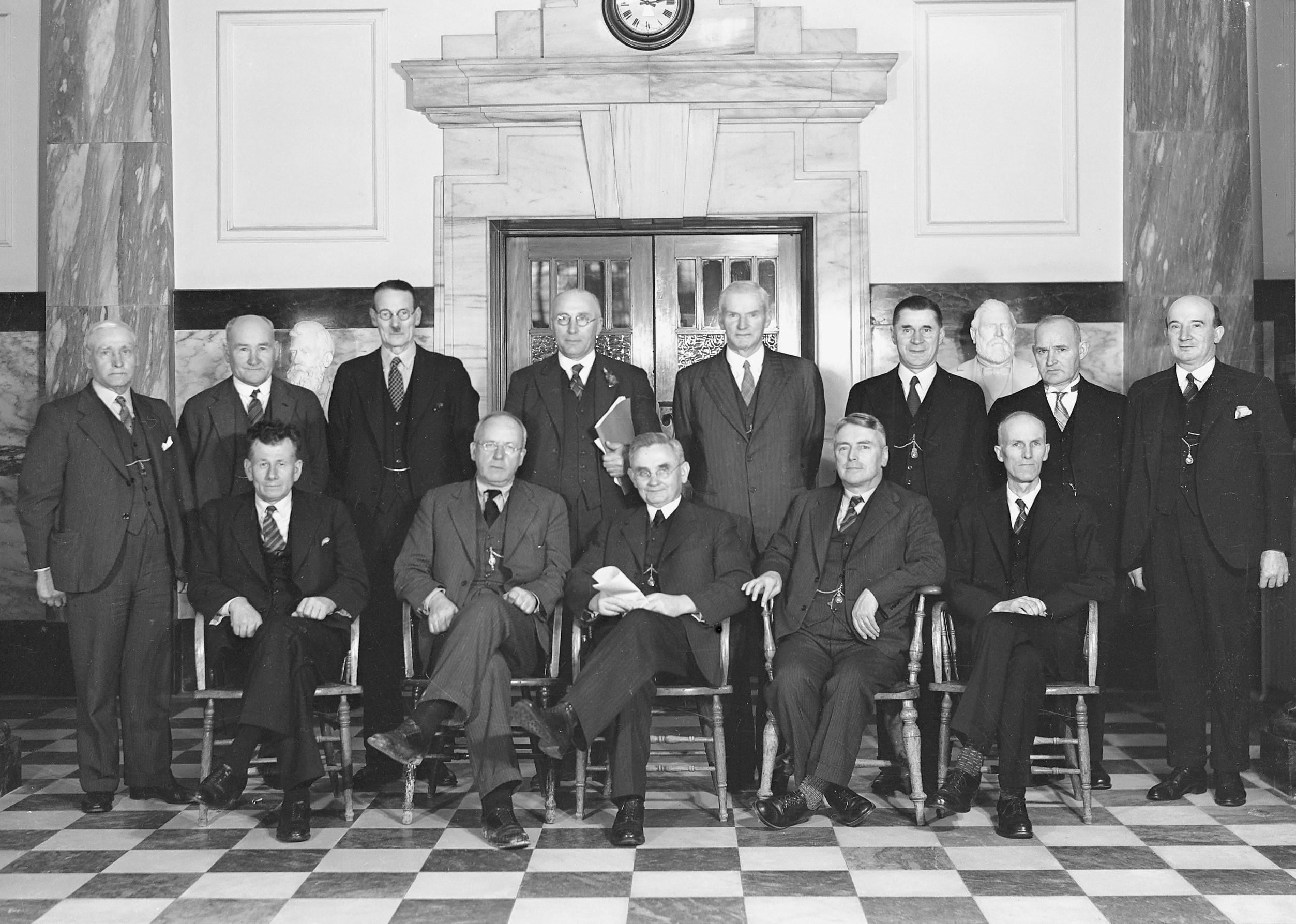
Savage e seus ministros no primeiro Gabinete Trabalhista, fotografados no Antigo Edifício do Parlamento, c. 1935

Durante a depressão, Savage percorreu o país e se tornou uma figura icônica. Excelente orador, ele se tornou o político mais visível do país e levou o Partido Trabalhista à vitória nas eleições de 1935. Junto com a Premiership, ele se nomeou para os cargos de Ministro das Relações Exteriores e Ministro dos Assuntos Nativos.  Em 1936, o Weekly News apresentava a fotografia icônica de Savage de Spencer Digby, que costumava ser vista emoldurada em muitas casas da Nova Zelândia nos anos seguintes.  Logo após sua eleição, o governo deu um "bônus de Natal" de £ 270.000 aos desempregados e necessitados.  O governo de Savage também restaurou os cortes salariais, expandiu as pensões, garantiu os preços dos agricultores e reavaliou a moeda. 
Em 1936, o governo decidiu que a transmissão seria administrada pelo estado. Como resultado, um ministro do governo encarregado da radiodifusão foi nomeado e uma nova legislação (a Lei de Radiodifusão de 1936) foi aprovada, abolindo o atual Conselho de Radiodifusão da Nova Zelândia e estabelecendo o novo Serviço Nacional de Radiodifusão em seu lugar. Um Diretor de Radiodifusão foi nomeado e um Conselho Consultivo de Radiodifusão formado como resultado do ato para assessorar o ministro.   O Partido Trabalhista procurou especificamente transmitir debates parlamentares via rádio como um meio de permitir que o público ouvisse e fizesse seu próprio julgamento dos eventos, em vez de confiar apenas em reportagens à imprensa, de quem os Trabalhistas desconfiavam.  Savage nomeou-se como o ministro inaugural. 
Em 1936, o governo instituiu uma grande reforma na legislação de relações industriais. A Lei de Conciliação e Arbitragem Industrial, que estabeleceu um salário mínimo legal, padronizou a jornada de 40 horas semanais e tornou obrigatória a filiação sindical. Também restaurou o poder do Tribunal Arbitral e exigiu que o tribunal levasse em consideração as necessidades das esposas e filhos dependentes dos trabalhadores ao fazer ordens salariais gerais. 
Enquanto o desemprego estava diminuindo consistentemente, o gabinete continuou a gastar com auxílio-desemprego. Para encontrar uma solução mais permanente para a situação de desemprego, o governo estava promovendo o desenvolvimento de indústrias secundárias.  Da mesma forma, o governo anunciou em maio de 1936 um programa de obras públicas de três anos. Isso não apenas forneceu trabalho de socorro para os desempregados, mas também reiniciou a função original do Departamento de Obras Públicas como o braço de desenvolvimento do estado. Além disso, todos os trabalhadores humanitários receberam um salário padrão de £4 por semana. 
Apesar de questionar a necessidade de Edward VIII abdicar, Savage navegou para a Grã-Bretanha em 1937 para assistir à coroação do rei George VI, bem como a simultânea Conferência Imperial. Enquanto estava em Londres, Savage se diferenciou dos outros primeiros-ministros da Commonwealth quando criticou abertamente a Grã-Bretanha por enfraquecer a Liga das Nações e argumentou que os domínios não foram consultados adequadamente sobre política externa e questões de defesa. O governo de Savage (ao contrário da Grã-Bretanha) foi rápido em condenar o rearmamento alemão, a expansão japonesa na China e a conquista da Abissínia pela Itália. Savage criticou as políticas de apaziguamento da Grã-Bretanha na conferência, dizendo "Sua política é paz a qualquer preço; se for assim, não posso aceitá-la". Anthony Eden respondeu "Não, não a qualquer preço, mas paz a quase qualquer preço", ao que Savage respondeu: "Você pode pagar um preço muito alto até mesmo pela paz".  Grã-Bretanha, Austrália, Canadá e o Partido Nacional de oposição criticaram Savage por sua postura. 

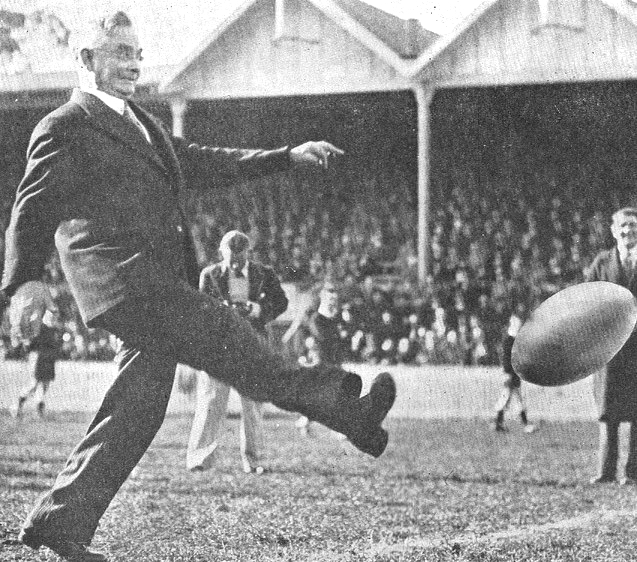
Savage demonstra seu toque comum, participando de uma partida da liga de rugby entre Nova Zelândia e Austrália em Auckland, 1937

Em abril de 1938, Savage e seu ministro das Finanças, Walter Nash, começaram a planejar as propostas trabalhistas sobre a seguridade social, de acordo com suas promessas eleitorais de 1935. Respondendo a uma sugestão do reverendo WHA Vickery, prefeito de Kaiapoi, Savage começou a usar o termo "cristianismo aplicado" para descrever o esquema do governo.  O Projeto de Lei da Seguridade Social apresentado pelo governo ostentava um benefício de desemprego pagável a pessoas de 16 anos ou mais; um sistema de saúde gratuito universal que se estende a médicos de clínica geral, hospitais públicos e cuidados de maternidade; uma pensão de velhice baseada em recursos de 30 xelins por semana para homens e mulheres de 60 anos; e aposentadoria universal a partir dos 65 anos 
O esquema de previdência social foi um esforço colaborativo, com negociações detalhadas e redação da legislação realizadas por comitês de deputados e servidores públicos. No entanto, o envolvimento pessoal de Savage foi fundamental, pois ele decidiu o esquema básico, ajudou a resolver profundas divisões de opinião dentro do caucus trabalhista sobre princípios e detalhes, fez muitos dos principais pronunciamentos públicos e garantias e respondeu astutamente à oposição do Tesouro. a filial da Nova Zelândia da Associação Médica Britânica e o Partido Nacional.  Também foi Savage quem insistiu que a Lei contivesse uma disposição de que não entraria em vigor até 1º de abril de 1939, dando assim ao National a oportunidade de revogá-la se vencesse as eleições gerais de 1938.  O Primeiro Governo Trabalhista mostrou-se popular e venceu facilmente a eleição, com aumento do mandato popular. A Lei da Seguridade Social acabou sendo aprovada, estabelecendo o primeiro sistema de seguridade social no mundo ocidental. 
Após a eleição de 1938, no primeiro caucus trabalhista em 3 de novembro, o subsecretário trabalhista John A. Lee, um crítico de Savage que estava ressentido por ter sido excluído do gabinete,  tentou uma revolta do caucus. Ele apresentou uma proposta para que o caucus elegesse um novo gabinete em vez de endossar o existente ou um nomeado por Savage. Após um debate acirrado entre os parlamentares, a proposta foi bem-sucedida por 26 votos a 23, no entanto, Savage anulou a votação e informou à imprensa que o gabinete permaneceria inalterado.  Em dezembro de 1938, a infame "Lee Letter" apareceu. Continha muitos ataques à ortodoxia financeira e ao excesso de cautela da liderança trabalhista. Recebeu ampla publicidade e levou muitos no público a questionar a unanimidade do Trabalhismo.  Lee acabou sendo expulso do partido pela conferência anual. 

### Segunda Guerra Mundial
Savage liderou o país na Segunda Guerra Mundial, declarando oficialmente guerra à Alemanha nazista em 3 de setembro de 1939, poucas horas depois da Grã-Bretanha.  Ao contrário da Austrália, que se sentiu obrigada a declarar guerra, pois também não havia ratificado o Estatuto de Westminster, A Nova Zelândia fez isso como um sinal de lealdade à Grã-Bretanha e em reconhecimento ao abandono da Grã-Bretanha de seu antigo apaziguamento dos ditadores, uma política à qual a Nova Zelândia se opunha. Isso levou o primeiro-ministro Savage a declarar (de sua cama doente) dois dias depois: 

Com gratidão pelo passado e confiança no futuro, nos colocamos sem medo ao lado da Grã-Bretanha. Onde ela vai, nós vamos; onde ela está, nós estamos. Somos apenas uma nação pequena e jovem, mas marchamos com uma união de corações e almas para um destino comum.

## Morte

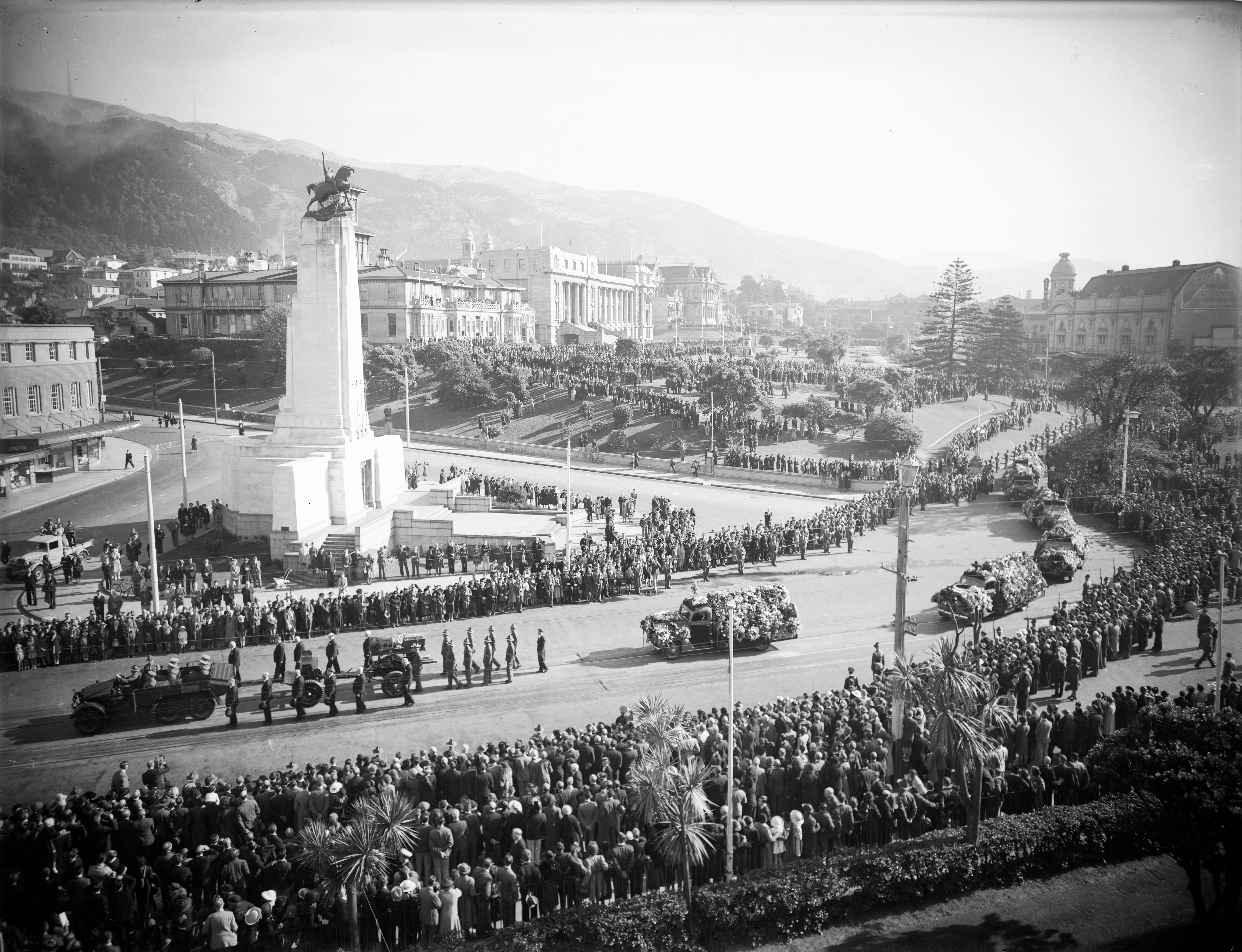
A procissão fúnebre de estado para Michael Joseph Savage, abril de 1940

Sofrendo de câncer de cólon na época da eleição de 1938, Savage demorou a procurar tratamento para participar da campanha eleitoral.   No final de 1939, John A. Lee foi censurado por seu comentário de que Savage estava "mentalmente e fisicamente doente".  Savage morreu de câncer em 27 de março de 1940, embora a natureza terminal de sua doença ainda fosse negada no início de março. 
Savage trouxe um fervor quase religioso à sua política. Isso, e sua morte enquanto estava no cargo, fizeram dele uma espécie de figura icônica para a esquerda. Elogiado por suas políticas de bem-estar, a foto de Savage supostamente pendurada nas casas de muitos apoiadores trabalhistas. Sua popularidade entre a população votante foi tão celebrada que ele comentou incrédulo com Lee que, "Eles [o povo] pensam que eu sou Deus" após a reeleição do Partido Trabalhista em 1938.  Savage voltou às suas raízes católicas pouco antes de ele morrer. 
Seu funeral de estado incluiu uma missa de réquiem celebrada na Basílica do Sagrado Coração, Hill St, Wellington, antes que seu corpo fosse levado em meio ao luto geral e público de trem para Auckland, com paradas frequentes para permitir que a população local e dignitários prestassem suas últimas homenagens; a viagem foi transmitida ao vivo pelo rádio. A lúgubre música fúnebre e os discursos foram atenuados na chegada a Auckland, quando o locutor entoou com reverência "Sir Ernest Davis está passando pelo caixão"; Davis, o prefeito de Auckland, era um rico cervejeiro. 
Ele foi enterrado inicialmente em uma instalação de armas de defesa do porto temporariamente adaptada. Ele foi logo depois removido para uma capela lateral da Catedral de São Patrício em Auckland, enquanto uma competição nacional era anunciada, decidida e o projeto vencedor da tumba monumental e jardins memoriais em Bastion Point construídos, formando seu local de descanso permanente.
Savage está enterrado em Bastion Point, na orla marítima de Waitematā Harbour, em Auckland, no Savage Memorial,  um mausoléu no topo de uma falésia coroado por um minarete alto e com um extenso jardim memorial e um espelho d'água na frente. O corpo de Savage está enterrado em um poço vertical abaixo do sarcófago. 

## Legado

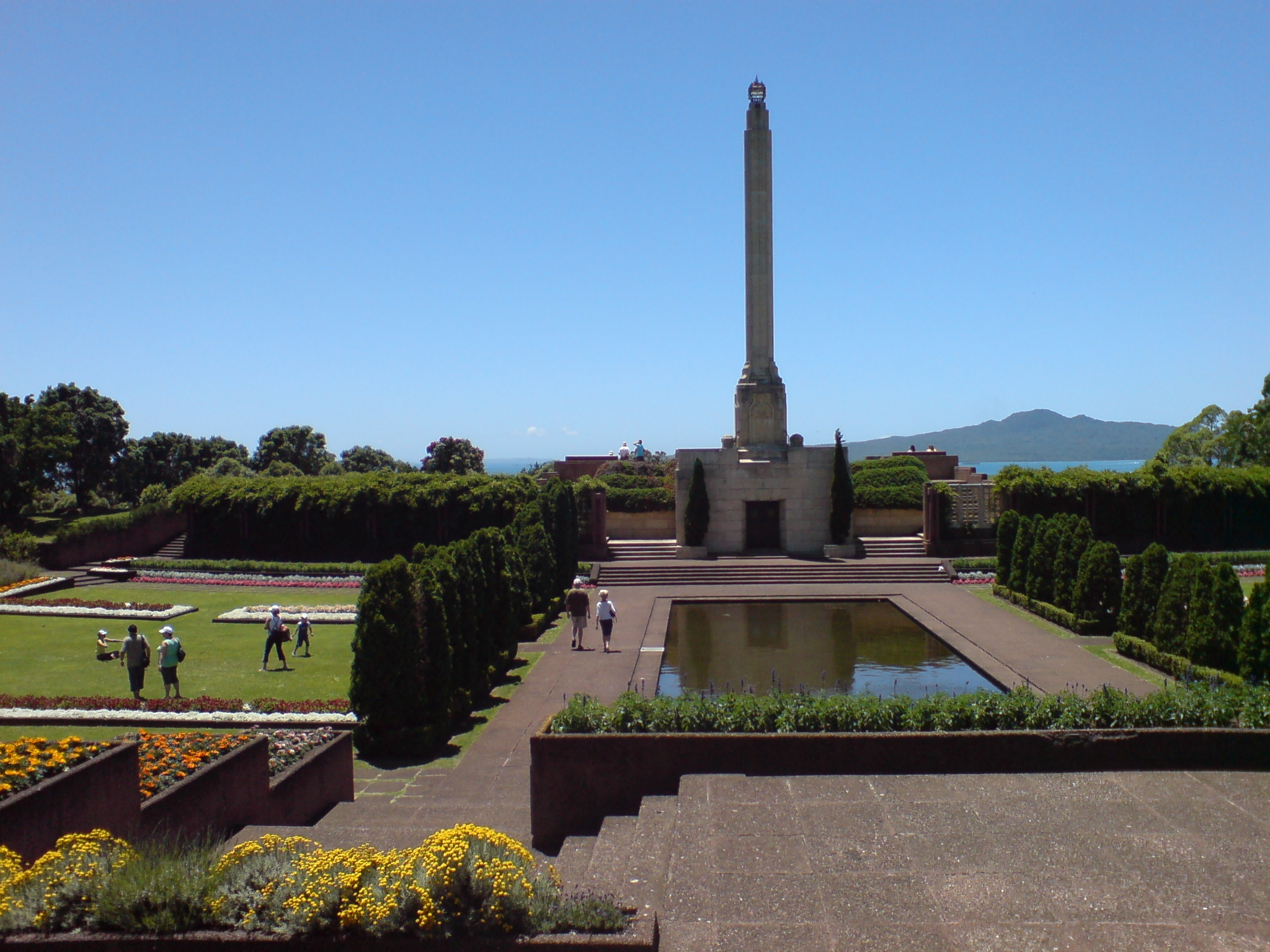
Túmulo e memorial perto de Bastion Point.

Michael Joseph Savage é admirado por muitos lados do espectro político e é conhecido como o arquiteto do estado de bem-estar da Nova Zelândia.  Seu governo trabalhista forneceu as bases do consenso do pós-guerra, baseado na suposição de que o pleno emprego seria mantido por políticas keynesianas e que um sistema muito ampliado de serviços sociais seria criado.
Ele é considerado por acadêmicos e historiadores um dos maiores e mais reverenciados primeiros-ministros da Nova Zelândia.   Freqüentemente chamado de "Tio de Todo Mundo", sua personalidade genial e carismática, [tom] e suas habilidades como orador foram amplamente responsáveis pela aceitação pública das políticas radicais de seu governo. Exemplificando seu entusiasmo pelas políticas de seu governo, Savage ajudou pessoalmente uma família em Fife Lane, Miramar, Wellington, a mover seus móveis para a primeira casa do estado dos anos 1930 do governo. 
O icônico retrato de Savage de 1935 foi pendurado em muitas casas da Nova Zelândia nas décadas de 1930 e 1940, e a primeira-ministra anterior Jacinda Ardern tinha uma cópia emoldurada em seu escritório Beehive. Em dezembro de 2020, o negativo original do retrato foi descoberto nas coleções de Te Papa. 
Savage serviu como patrono da Liga de Rugby da Nova Zelândia. 
Savage recebeu o título de "neozelandês do século" pelo The New Zealand Herald em 1999. 

## Ligações Externas
- Biografia Oficial